# Радіоастрономічний інститут НАН України
Радіоастрономі́чний інститу́т Націона́льної акаде́мії нау́к Украї́ни (скор. РІ НАН України) створений у 1985 році на базі Відділення радіоастрономії Інституту радіофізики та електроніки НАН України. 
13 жовтня 1982 Президія АН УРСР прийняла постанову «Про створення у м. Харків Радіоастрономічного інституту АН УРСР». З моменту створення і до 2017 року директором інституту був академік НАН України Л. М. Литвиненко.
Весною 2017 року на виборах директора інституту на цю посаду був обраний д.ф.-м.н. Захаренко Вячеслав Володимирович.
Розташований в місті Харкові.
У РІ НАН України працюють більше 150 наукових співробітників. Серед них — академік НАН України О. О. Коноваленко, член-кореспондент НАН України Д. М. Ваврів, 20 докторів і 65 кандидатів наук. З моменту організації в інституті працювали академіки НАН України С. Я. Брауде (1911—2003), Л. М. Литвиненко (1938—2023), В. М. Шульга (1944—2022), члени-кореспонденти НАН України А. В. Мень (1927—2011) і Ю. М. Ямпольський (1946—2025), професори П. В. Бліох (1922–2000) і С. А. Песковацький (1926–2000).
РІ НАН України є головною науковою організацією в Україні в області радіоастрономічних і радіофізичних досліджень космічного простору.

## Структура
Радіоастрономічний інститут НАН України має таку структуру:
- Відділ мікрохвильової електроніки

Розташування радіотелескопів РІ НАН України

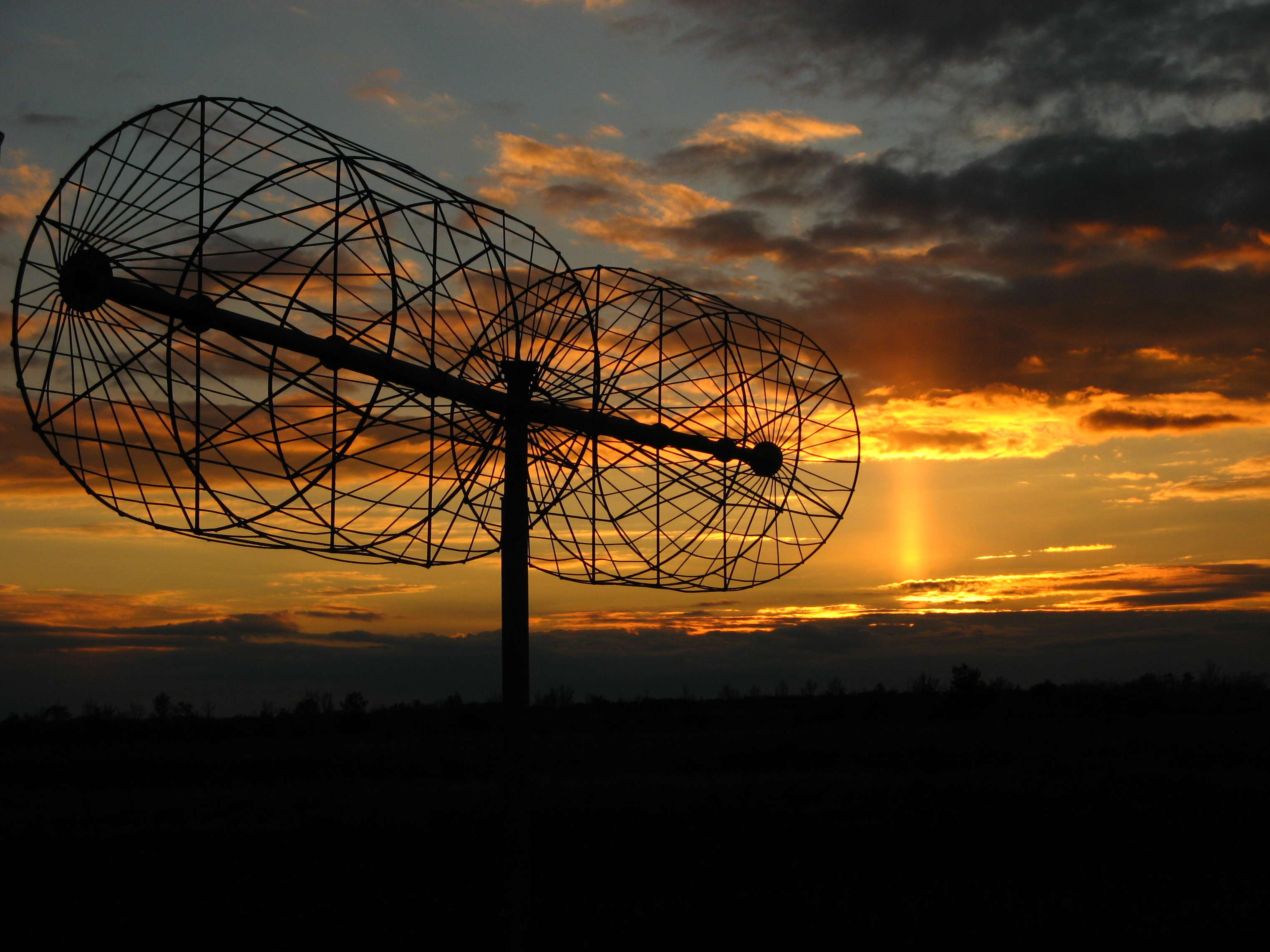
Диполь антенної решітки радіотелескопу УТР-2 та захід Сонця зі світловим стовпом. Село Волохів Яр, Харківська область, Україна. 16 Листопада 2016.

- Відділ низькочастотної радіоастрономії
- Відділ теоретичної радіофізики
- Відділ радіофізики геокосмосу[ru]

Основні наукові напрямки інституту:
- радіоастрономія Всесвіту;
- дистанційне зондування геокосмосу та Сонячної системи;
- фізичні принципи побудови радіотелескопів і радіотехнічних систем дистанційного зондування;

Разом з фундаментальними, в інституті ведуться прикладні дослідження і розробки приладів та радіотехнічних систем різного призначення в декаметровому, СВЧ, міліметровому та субміліметровому діапазонах.
В експлуатації Радіоастрономічного інституту НАН України має такі комплекси радіотелескопів:
- РТ-70
- УТР-2
- ГУРТ (створюється на території УТР-2)
- УРАН

РІ НАН України — ініціатор і учасник міжнародних програм і проектів, плідно співпрацює з обсерваторіями, науково-дослідними інститутами і лабораторіями США, Великої Британії, Франції, Швеції, Індії, Австрії, Норвегії, Китаю і Німеччини, підтримує тісні наукові контакти з провідними науковими установами Росії і Узбекистану.